# Barbie Pulgarcita
Barbie Pulgarcita (Barbie Presents Thumbelina) es una película animada de 2009 directa video dirigida por Conrad Helten. Es la decimoquinta en la serie de películas de Barbie. El título de la película es como el cuento Pulgarcita de Hans Christian Andersen, pero el argumento de la historia es diferente.

## Trama
La historia comienza con Barbie y los estudiantes de jardín de niños caminando en un prado grande, listos para plantar árboles. Emma, una de los niños, encuentra un pequeño árbol y decide que lo plantará, pero sus amigos se ríen de ella porque su árbol es muy pequeño. Se entristece, pero Barbie la alegra en brazos diciéndole que un pequeño árbol puede crecer y convertirse en un árbol muy grande. Entonces Barbie les cuenta a los niños acerca de Pulgarcita.
Pulgarcita es una de las dulceflores. Las dulceflores tienen la capacidad de hacer que las plantas crecen más rápido (y como se revela más adelante, pueden hacer crecer plantas de la nada también). Pulgarcita se emociona cuando los dulceflores bebés van a nacer. Ella crea alas falsas para sí y para sus dos mejores amigas, Janessa y Chrysella. Ellas usarán las alas para ver cómo florecen los capullos dulceflor para ser bebés dulceflor. Cuando prueban las alas, de repente las excavadoras vienen a su campo. Escondidas en las flores, el trío se queda atrapado. Y ellas son llevadas a un lugar que nunca habían visto antes.
El apartamento es de los padres de una niña mimada y rica llamada Makena. El pedazo de flores se coloca en el cuarto de Makena. Pulgarcita, Chrysella, y Janessa buscan una forma de salir de ahí, pero Poofles, el perro de Makena, corre tras ellas para atraparlas. Makena entra en el cuarto mientras el trío se esconde. Makena habla con su amiga Violet desde un teléfono celular acerca de que sus padres, construirán una fábrica en el campo de las dulceflores. 
Molesta, Pulgarcita regaña a Makena. Makena, sorprendida, se alegra de encontrar algo interesante para mostrarle a Violet. Siempre compite contra ella. Mientras las tres dulceflores tratan de escapar de Makena y Poofles, en esta trama podríamos decir que la actitud de Makena es desinteresada, como otros niños. 
Por último, Pulgarcita envía a Chrysella y Janessa a su hogar. Ellas tratarán de detener el trabajo en el campo mientras Pulgarcita habla con Makena. Pulgarcita hace prometer a Makena que no hablará acerca de ella y Makena debe persuadir a sus padres para detener la construcción de la fábrica. Pulgarcita debe hacer cosas especiales para Makena a cambio. 
Al principio, Makena no hablaba en serio con sus padres al respecto. Incluso quiere romper su promesa con Pulgarcita, cuando invita a Violet y Ashlynn. Ella quiere que ellas vean algo que nadie más en el universo tiene, o sea a Pulgarcita. Pulgarcita se enoja y sale del apartamento, justo antes de que Makena se de cuenta de que Violet y Ashlynn no son sus verdaderas amigas. Pulgarcita sí. 
Makena va al campo y le pide perdón a Pulgarcita. Ella también quiere salvar seriamente el campo. Pulgarcita, al perdonarla, le muestra a Makena las otras dulceflores y los capullos de dulceflor. 
Esa noche, Makena, Pulgarcita, Janessa, Chrysella, Poofles, y Lola el pájaro, trabajan duro en el invernadero para cultivar las plantas. Al día siguiente, Makena pide a sus padres detener la construcción, y Pulgarcita se muestra. Pulgarcita les explica acerca de los capullos dulceflor que florecerán pronto. Evan y Vanessa, los padres de Makena, están convencidos y tratan de detener a Myron, el contratista, de destruir el campo. 
Con la ayuda de las aves y otras dulceflores, los trabajadores de Myron huyen. Pero Myron está todavía enfadado y decidido a terminar su trabajo porque odia las flores. En última instancia, Makena y Pulgarcita llegan y tratan de detener a Myron. Inmediatamente, Evan y Vanessa llegan al campo para ver el proyecto de la fábrica terminar. Un grupo de aves se llevan a Myron lejos, y Makena y su familia ven cómo florecen los capullos de dulceflor. Para impedir que otros construyan fábricas en el campo, Makena y sus padres crean una Reserva Natural. 
En el final de la historia, se demuestra que Barbie y los niños se encuentran en la Reserva Natural de Makena. Barbie dice que incluso la persona más pequeña puede hacer una gran diferencia. Makena es pequeña, en comparación con los adultos. Y también lo son los niños. Lo extraño de la historia es que Pulgarcita, Janessa y Chrysella que están en la historia, aparecen de repente, sentadas en el árbol. Barbie las saluda. El trío luego usa su magia dulceflor para hacer el árbol de Emma crecer, es decir, la historia era cierta después de todo.

## Reparto
| Personajes                  | Voz Original Estados Unidos | Doblaje en México  | Doblaje en España       |
| --------------------------- | --------------------------- | ------------------ | ----------------------- |
| Barbie                      | Kelly Sheridan              | Melanie Henríquez  | Mar Bordallo            |
| Pulgarcita                  | Anna Cummer                 | Martha Higareda    | Cristina Yuste          |
| Chrysella                   | Tabitha St. Germain         | Yensi Rivero       | Ana Esther Alborg       |
| Makena                      | Kelly Metzger               | Martha Higareda    | Beatriz Berciano        |
| Janessa                     | Cathy Weseluck              | María José Estévez | Sandra Jara             |
| Evan, el padre de Makena    | Peter New                   | Rolman Bastidas    | Alejandro (Peyo) García |
| Violet                      | Ashleigh Ball               | Rebeca Aponte      | Inés Blázquez           |
| Myron                       | Louis Chirillo              | Juan Guzmán        | José Antonio Ceinos     |
| Louie                       | Garry Chalk                 | Carlos Vitale      | Eduardo Gutiérrez       |
| Vanessa, la madre de Makena | Kathleen Barr               | Lileana Chacón     | Olga Cano               |
| Emma                        | Natasha Calis               | María José Estévez | María Blanco            |
| Poofles, el perro de Makena | Brian Drummond              |                    |                         |

## Óscar al mejor cortometrajo animadoganadores:Vals de las flores
- Vals de las flores (cortometranje) gana Mejor Cortometraje

### Caracteres
- Pulgarcita (Thumbelina)
- Janessa
- Chrysella

### Unicación
- Pueblo de Twillerbees

### Orquesta Filarmónica Eslovaca
- The Nutcracker Suite, Op. 71a: VIII. Waltz of The Flowers - Famous Songs Classical Collection

## Imagen real adaptación
Barbie: Pulgarcita (Imagen real película).

### Disenãdor de vestuario
Jacqueline Durran disenãdor de vestuario.